# Capnia fialai
Capnia fialai är en bäcksländeart som beskrevs av Nelson, C.R. och Baumann 1990. Capnia fialai ingår i släktet Capnia och familjen småbäcksländor. Inga underarter finns listade i Catalogue of Life.